# 熊野村 (島根県)
熊野村（くまのむら）は、島根県八束郡にあった村。現在の松江市八雲町熊野にあたる。

## 地理
- 河川：意宇川、矢谷川、内谷川、若州川[1]

## 歴史
- 1889年（明治22年）4月1日、町村制の施行により、意宇郡熊野村が単独村制施行し、熊野村が発足[1][2]。
- 1896年（明治29年）4月1日、郡の統合により八束郡に所属[2]。
- 1951年（昭和26年）4月1日、八束郡岩坂村、大庭村（一部、大字平原）と合併し、八雲村を新設して廃止[1][2]。

## 産業
- 製炭業、製茶、ミツマタ・油桐実栽培[1]。

## 名所・旧跡・観光地
- 熊野大社[1]